# Друг-приятель (фильм)
«Друг-приятель» или «Приятели» (англ. Buddy Buddy) — американская кинокомедия 1981 года, последняя режиссёрская работа Билли Уайлдера. Экранизация пьесы Франсиса Вебера «Контракт» (фр. Le contrat), по которой в 1973 году уже был снят французский фильм «Зануда».

## Сюжет
Элитный киллер Трабукко убивает одного за другим свидетелей дела против мафии. Ему остаётся выполнить последнее задание — устранить свидетеля, которого должны доставить в суд города Риверсайд для дачи показаний. Трабукко заблаговременно прибывает в отель, расположенный напротив здания суда, и занимает номер с выгодным для обстрела видом. Однако всё начинает идти не так, когда в соседний номер заселяется неудачник Виктор Клуни, намеренный покончить с собой из-за расставания с женой.

## В ролях
- Джек Леммон — Виктор Клуни
- Уолтер Маттау — Трабукко
- Пола Прентисс — Селия Клуни
- Клаус Кински — доктор Хуго Цукерброт
- Дана Элкар — капитан Хабрис
- Майлз Чапин — Эдди, портье
- Майкл Энсайн — менеджер отеля
- Джоан Шоли — секретарь
- Эд Бегли мл. — лейтенант